# Campeonato Mundial de Handebol Masculino de 1961
O Campeonato Mundial de Handebol Masculino de 1961 foi a quarta edição do Campeonato Mundial de Handebol. Foi disputado na República Federal da Alemanha. A Alemanha enviou um time unificado composto por jogadores da Alemanha Ocidental e da Alemanha Oriental.

## Classificação Final
|    | Roménia         |
|    | Tchecoslováquia |
|    | Suécia          |
| 4  | Alemanha        |
| 5  | Dinamarca       |
| 6  | Islândia        |
| 7  | Noruega         |
| 8  | França          |
| 9  | Iugoslávia      |
| 10 | Suíça           |
| 11 | Países Baixos   |
| 12 | Japão           |

## Classificação

### Fase Preliminar
| Data  | Partidas             | Res.  |
| ----- | -------------------- | ----- |
| 1 Mar | Suécia - Noruega     | 15-11 |
| 2 Mar | Noruega - Iugoslávia | 18-17 |
| 3 Mar | Suécia - Iugoslávia  | 14-12 |

| Grupo A    | Partidas | Gols  | Pontos |
| ---------- | -------- | ----- | ------ |
| Suécia     | 2        | 29-23 | 4      |
| Noruega    | 2        | 29-32 | 2      |
| Iugoslávia | 2        | 29-32 | 0      |

| Data | Partidas                 | Res.  |
| ---- | ------------------------ | ----- |
| ?    | Alemanha - Países Baixos | 33-7  |
| ?    | França - Países Baixos   | 21-11 |
| ?    | Alemanha - França        | 21-7  |

| Grupo B       | Partidas | Gols  | Pontos |
| ------------- | -------- | ----- | ------ |
| Alemanha      | 2        | 54-14 | 4      |
| França        | 2        | 28-32 | 2      |
| Países Baixos | 2        | 18-54 | 0      |

| Data | Partidas                  | Res.  |
| ---- | ------------------------- | ----- |
| ?    | Tchecoslováquia - Japão   | 38-10 |
| ?    | Romênia - Japão           | 29-11 |
| ?    | Tchecoslováquia - Romênia | 12-8  |

| Grupo C         | Partidas | Gols  | Pontos |
| --------------- | -------- | ----- | ------ |
| Tchecoslováquia | 2        | 50-18 | 4      |
| Roménia         | 2        | 37-23 | 2      |
| Japão           | 2        | 21-67 | 0      |

| Data  | Partidas             | Res.  |
| ----- | -------------------- | ----- |
| 1 Mar | Dinamarca - Islândia | 24-13 |
| 2 Mar | Islândia - Suíça     | 14-12 |
| 3 Mar | Dinamarca - Suíça    | 18-13 |

| Grupo D   | Partidas | Gols  | Pontos |
| --------- | -------- | ----- | ------ |
| Dinamarca | 2        | 42-26 | 4      |
| Islândia  | 2        | 27-36 | 2      |
| Suíça     | 2        | 25-32 | 0      |

### Segunda Fase
| Data  | Partidas                   | Res.    |
| ----- | -------------------------- | ------- |
| 5 Mar | Suécia - França            | 15 - 11 |
| 5 Mar | Tchecoslováquia - Islândia | 15 - 15 |
| 7 Mar | Suécia - Islândia          | 18 - 10 |
| 7 Mar | Tchecoslováquia - França   | 25 - 6  |
| 9 Mar | Tchecoslováquia - Suécia   | 15- 10  |
| 9 Mar | Islândia - França          | 20 - 13 |

| Grupo 1         | Partidas | Gols  | Pontos |
| --------------- | -------- | ----- | ------ |
| Tchecoslováquia | 3        | 55-31 | 5      |
| Suécia          | 3        | 43-36 | 4      |
| Islândia        | 3        | 45-46 | 3      |
| França          | 3        | 30-60 | 0      |

| Data | Partidas             | Res.    |
| ---- | -------------------- | ------- |
| ?    | Alemanha - Noruega   | 15- 8   |
| ?    | Romênia - Dinamarca  | 15 -13  |
| ?    | Romênia - Alemanha   | 12 - 9  |
| ?    | Dinamarca - Noruega  | 10 - 9  |
| ?    | Aleamnha - Dinamarca | 15 - 13 |
| ?    | Romênia - Noruega    | 16 - 14 |

| Grupo 2   | Partidas | Gols  | Pontos |
| --------- | -------- | ----- | ------ |
| Roménia   | 3        | 43-36 | 6      |
| Alemanha  | 3        | 39-33 | 4      |
| Dinamarca | 3        | 36-39 | 2      |
| Noruega   | 3        | 31-41 | 0      |

### Partidas Finais
| Data                                         | Partidas                  | Res.   |
| -------------------------------------------- | ------------------------- | ------ |
| Partida do 7º/8º lugar                       |                           |        |
| ?                                            | França - Noruega          | 12-13* |
| Partida do 5º/6º lugar                       |                           |        |
| ?                                            | Islândia - Dinamarca      | 13-14  |
| Disputa do Bronze                            |                           |        |
| 11 Mar                                       | Suécia - Alemanha         | 17-14  |
| Final                                        |                           |        |
| ?                                            | Tchecoslováquia - Roménia | 8-9**  |
| *após prorrogação **após segunda prorrogação |                           |        |

| Campeonato Mundial de Handebol Masculino de 1961 |
| Campeão                                          |
| ------------------------------------------------ |
| Romênia 1º Título                                |